# Ivan Asen II
Ivan Asen II (av bulgariska Иван Асен II), död 1241, var tsar av Bulgarien från 1218 till 1241. Han var son till Ivan Asen I, som grundade det andra bulgariska riket. Under Ivan Asen II:s styre blev Bulgarien den dominerande makten på Balkanhalvön.

## Biografi
Efter sin fars död 1207 bemäktigade Ivans kusin Boril sig tronen och tvingade honom att fly till det ryska furstendömet Halytj-Volynien. Med stöd därifrån återvände Ivan Asen till Bulgarien 1218, störtade sin kusin och blev själv krönt till tsar. 
Han utvidgade sitt rike och infogade Epirus, Makedonien och stora delar av Albanien och Serbien i Bulgarien. Efter slaget vid Klokotnitsa var Bulgarien det största riket på Balkanhalvön. 
Ivan Asen II blev också känd för sin fredliga diplomati. Han hade många döttrar som han gifte bort med härskare i grannländer.

## Galleri

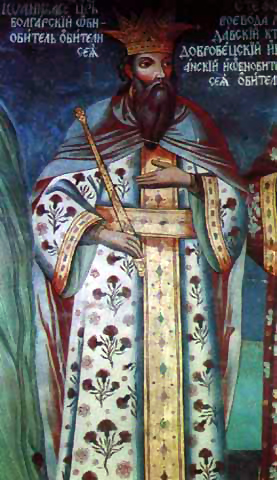
Målning av Ivan Asen II